# Turšija
Turšija je ukiseljeno povrće ili voće ili kombinacija povrća i voća uz dodatak začinskog bilja ili plodova i biljaka koje potiče fermentaciju. Za kiseljenje najčešće se koriste paprike, krastavci, zeleni paradajz, mrkva i karfiol. Povrće se slaže u velike staklenke i prelije otopinom vode i soli. Za neko povrće dodaje se malo octene esencije. U seoskim domaćinstvima krastavci se pripremaju u drvenim bačvama, no danas se većinom koriste plastične posude.

## Priprema
Priprema se od češnjaka, čili papričica, celera, cvjetače, mrkve, cikle, ljutike, kupusa, patlidžana i drugog povrća, te sušenog aromatičnog bilja ukiseljenog u octu ili rakiji, soli i raznih mješavinama začina, koje obično uključuju cjelovite zrna crnog papra, đumbir, itd. Turšija u perzijskom stilu uključuje više octa, dok turšija u turskom stilu uključuje više soli kao antibakterijskog sredstva.
Torshi liteh se radi od patlidžana i začinskog bilja (peršin, korijander, metvica, estragon, bosiljak, ružmarin, mravinac). Patlidžani se ispeku u pećnici, stave u staklenku sa začinskim biljem i octom i čuvaju na hladnom i suhom mjestu dva do tri mjeseca.
Carska turšija se priprema od cvjetače, crvene paprike, mrkve i celera. Povrće se pomiješa s malo soli i šećera i ostavi preko noći. Sutradan se sok pomiješa s octom i kuha nekoliko minuta. Povrće se stavi u staklenke i pritisne daskom i kamenom te se tegle napune ohlađenom marinadom za kisele krastavce.
Seoska turšija se radi od zelene paprike, zelene rajčice, mrkve, cvjetače, kupusa i celera. Povrće se stavi u posudu, pritisne drvenom daskom i kamenom i prelije marinadom od soli, octa i vode.